# Bistum Dedza
Das Bistum Dedza (lateinisch Dioecesis Dedzaensis) ist eine in Malawi gelegene römisch-katholische Diözese mit Sitz in Dedza.

## Geschichte
Das Bistum Dedza wurde am 29. April 1956 durch Papst Pius XII. mit der Apostolischen Konstitution Etsi cotidie aus Gebietsabtretungen der Apostolischen Vikariate Likuni und Zomba als Apostolisches Vikariat Dedza errichtet. Am 25. April 1959 wurde das Apostolische Vikariat Dedza durch Papst Johannes XXIII. mit der Apostolischen Konstitution Cum christiana fides zum Bistum erhoben und dem Erzbistum Blantyre als Suffraganbistum unterstellt. Am 9. Februar 2011 wurde das Bistum Dedza dem Erzbistum Lilongwe als Suffraganbistum unterstellt.

## Ordinarien

### Apostolische Vikare von Dedza
- Cornelius Chitsulo, 1956–1959

### Bischöfe von Dedza
- Cornelius Chitsulo, 1959–1984
- Gervazio Moses Chisendera, 1984–2000
- Rémi Sainte-Marie MAfr, 2000–2006, dann Koadjutorbischof von Lilongwe
- Emmanuele Kanyama, 2007–2018
- Peter Chifukwa seit 2021